# فرودگاه صحرایی جیم کلی
فرودگاه صحرایی جیم کلی (به انگلیسی: Jim Kelly Field) یک فرودگاه همگانی بهره‌برداری هوایی با کد یاتا LXN است که یک باند فرود بتن دارد و طول باند آن ۱۶۷۳ متر است. این فرودگاه در کشور ایالات متحده آمریکا قرار دارد و در ارتفاع ۷۳۵ متری از سطح دریا واقع شده‌است.